# NJPW Battle in the Valley (2024)
Battle in the Valley 2024 fue un evento de lucha libre profesional producido por la empresa New Japan Pro-Wrestling (NJPW), que tuvo lugar el 13 de enero de 2024 desde el San Jose Civic en San José, California.

## Producción
El 29 de septiembre de 2023, se anunció la tercera edición del evento Battle in the Valley, siendo trasladado para inicios del año 2024, nueve días después de Wrestle Kingdom 18.

## Resultados
En paréntesis se indica el tiempo de cada combate:
- Kickoff: Matt Vandagriff derrotó a Goldy (6:09).
  - Vandagriff cubrió a Goldy después de un «450° Splash».
- Kickoff: Stephanie Vaquer derrotó a Viva Van y ganó una oportunidad por el Campeonato Femenino STRONG (9:55).
  - Vaquer cubrió a Van después de un «La Vaquera».
- Shota Umino, Fred Rosser y Jacob Fatu derrotaron a Team Filthy (Tom Lawlor, Royce Isaacs & Jorel Nelson) (8:59).
  - Umino cubrió a Isaacs después de un «Death Rider».
  - Después de la lucha, Jack Perry atacó a Umino y rompió su contrato con AEW.
- Máscara Dorada y Volador Jr. derrotaron a Rocky Romero y Soberano Jr. (11:11). 
  - Volador Jr. cubrió a Romero después de un «Canadian Destroyer».
- David Finlay derrotó a TJP (13:07).
  - Finlay cubrió a TJP después de un «Overkill».
  - El Campeonato Global Peso Pesado de la IWGP de Finlay no estuvo en juego.
- Guerrillas of Destiny (El Phantasmo & Hikuleo) derrotaron a Bullet Club War Dogs (Alex Coughlin & Clark Connors) y retuvieron el Campeonato en Parejas de Peso Abierto STRONG (12:06). 
  - Hikuleo cubrió a Coughlin después de un «Super Thunder Kiss ’86».
- Giulia derrotó a Trish Adora y retuvo el Campeonato Femenino STRONG (13:02).
  - Giulia cubrió a Adora después de un «Northern Lights Bomb».
  - Después de la lucha, Mustafa Ali apareció y reto a Hiromu Takahashi a una lucha en Windy City Riot.
- The Chosen Bros (Matt Riddle & Jeff Cobb) derrotaron a TMDK (Zack Sabre Jr. & Bad Dude Tito) (11:45).
  - Riddle cubrió a Tito después de un «Bro-Derek».
- Eddie Kingston y Gabe Kidd por la Corona Continental de AEW, Campeonato de Peso Abierto STRONG y Campeonato Mundial de ROH acabó sin resultado (12:06).
  - La lucha terminó después de un doble conteo fuera.
  - Después de la lucha, Kingston y Kidd se siguieron atacando mutuamente, sin embargo, el resto de Bullet Club War Dogs (Alex Coughlin & Clark Connors) salieron a respaldar a Kidd para atacar a Kingston.
  - Como resultado, Kingston retuvo el título.
- Jon Moxley derrotó a Shingo Takagi en un No Disqualification Match (26:16).
  - Moxley cubrió a Takagi después de un «Death Rider» sobre una silla.
  - Después de la lucha, Moxley retó a Tetsuya Naito a una lucha en Windy City Riot.
  - Esta lucha fue calificada con 5 estrellas por Dave Meltzer.
- Kazuchika Okada derrotó a Will Ospreay (28:34).
  - Okada cubrió a Ospreay después de un «Rainmaker».
  - Después de la lucha, Bullet Club War Dogs (David Finlay, Gabe Kidd, Alex Coughlin & Clark Connors) atacaron a Okada y Ospreay, pero fueron detenidos por United Empire (Jeff Cobb & TJP) y Eddie Kingston.
  - Esta lucha fue calificada con 5 estrellas por Dave Meltzer.